# Lucidum intervallum
Lucida intervala što na latinskom znači svetli trenuci. Pravni poslovi koje zaključuje lice nesposobno za rasuđivanje, potpuno lišeno poslovne sposobnosti su sa stanovišta valjanosti ništavi. Međutim u toku trajanja duševne bolesti mogu nastupiti periodi kada lice postaje svesno svojih postupaka (tzv. lucida intervala ili svetli trenuci), pa se postavlja pitanje važnosti pravnih poslova zaključenih u tom periodu. U pravu Republike Srbije prihvaćeno je stanovište da je takav pravni posao ništav. Isključena je mogućnost dokazivanja suprotnog, dok sud ne ukine odluku o lišenju poslovne sposobnosti. Isto pitanje javlja se na primer u naslednom pravu kada se želi osporiti da je umobolna ili neuračunljiva osoba sačinila testament tvrdeći da je ta osoba u momentu sačinjavanja zaveštanja imala lucida intervala.